# 好間町愛谷
好間町愛谷（よしままち あいや）は、福島県いわき市の大字である。郵便番号は970-1143。

## 地理
いわき市中部の好間地区に属する。北で平赤井、北から東にかけ平下平窪、南で好間町川中子、好間町今新田、好間町小谷作、西で好間工業団地とそれぞれ隣接する。概ね町村制施行以前の磐前郡愛谷村の流れを汲む地域である。二級水系夏井川右岸側支流の小谷作川下流左岸域に挟まれた区域を主な範囲とする。河川に挟まれた平地であり水田が広がり、西側の山裾などに集落が広がる。更に西側に広がる丘陵地にはいわき好間中核工業団地が造成され、周囲の大字と共に好間工業団地として新たな大字に分離新設された。そのため境界付近には分離新設により区域が切り取られ発生した好間町今新田の飛地が存在する。内郷御厩町内に所在するいわき中央警察署及び内郷綴町に所在する内郷消防署がそれぞれ管轄にあたる。

### 主な字
字
- 杉内作
- 堀ノ内
- 花輪
- 東内
- 上川原

- 追切
- 堂ノ内
- 東前
- 塚ノ町

### 河川
二級水系夏井川水系
- 夏井川
  - 小谷作川
- 愛谷江筋

## 歴史
- 1879年1月27日 - 平藩領愛谷村が福島県内における郡区町村制の施行により磐前郡の村となる[4]。
- 1889年4月1日 - 町村制の施行により愛谷村が下好間村、中好間村、上好間村、北好間村、今新田村、川中子村、小谷作村と合併し好間村が発足する。旧愛谷村域は好間村の大字となる[4]。
- 1896年4月1日 - 磐前郡と周辺郡との合併により石城郡が発足し、石城郡好間村となる[4]。
- 1966年10月1日 - 好間村が平市・磐城市・常磐市・勿来市・内郷市、石城郡遠野町・四倉町・小川町・川前村・田人村・三和村、双葉郡久之浜町・大久村と合併しいわき市となり、いわき市好間地区の大字となる[4]。
- 1984年 - いわき好間中核工業団地の造成に伴い、周囲の他の大字と併せ該当区画が好間工業団地として分離新設される[5]。

## 世帯数と人口
2023年10月31日現在の世帯数と人口は以下の通りである。
| 大字       | 世帯数 | 人口  |
| ---------- | ------ | ----- |
| 好間町愛谷 | 80世帯 | 169人 |

## 小・中学校の学区
市立小・中学校に通う場合、学区は以下の通りとなる。
| 番地 | 小学校                   | 中学校               |
| ---- | ------------------------ | -------------------- |
| 全域 | いわき市立好間第二小学校 | いわき市立好間中学校 |

## 交通

### 鉄道
- JR磐越東線

### 道路
- 福島県道248号小川赤井平線
  - 愛谷橋
- 一級市道鬼越花輪線
- 一級市道北町田松坂線

## 施設
- 好間ポンプ場
- 月山湯殿山神社
- 荒神社
- 慈眼院